# Aubepierre-Ozouer-le-Repos
Ne doit pas être confondu avec Aubepierre-sur-Aube.
Aubepierre-Ozouer-le-Repos () est une commune française située dans le département de Seine-et-Marne, en région Île-de-France.
Créée en 1973, elle résulte de la fusion des communes d'Aubepierre et d'Ozouer-le-Repos.

## Géographie

### Localisation
La commune est située à environ 2,7 kilomètres au nord de Mormant.

### Communes limitrophes
Les communes proches d'Aubepierre-Ozouer-le-Repos incluent Beauvoir à 2,33 km, Mormant à 2,55 km, Courtomer à 2,82 km, Argentières à 2,90 km et Verneuil-l'Étang à 4,27 km.

### Géologie et relief
La commune est classée en zone de sismicité 1, correspondant à une sismicité très faible.

### Hydrographie

#### Réseau hydrographique

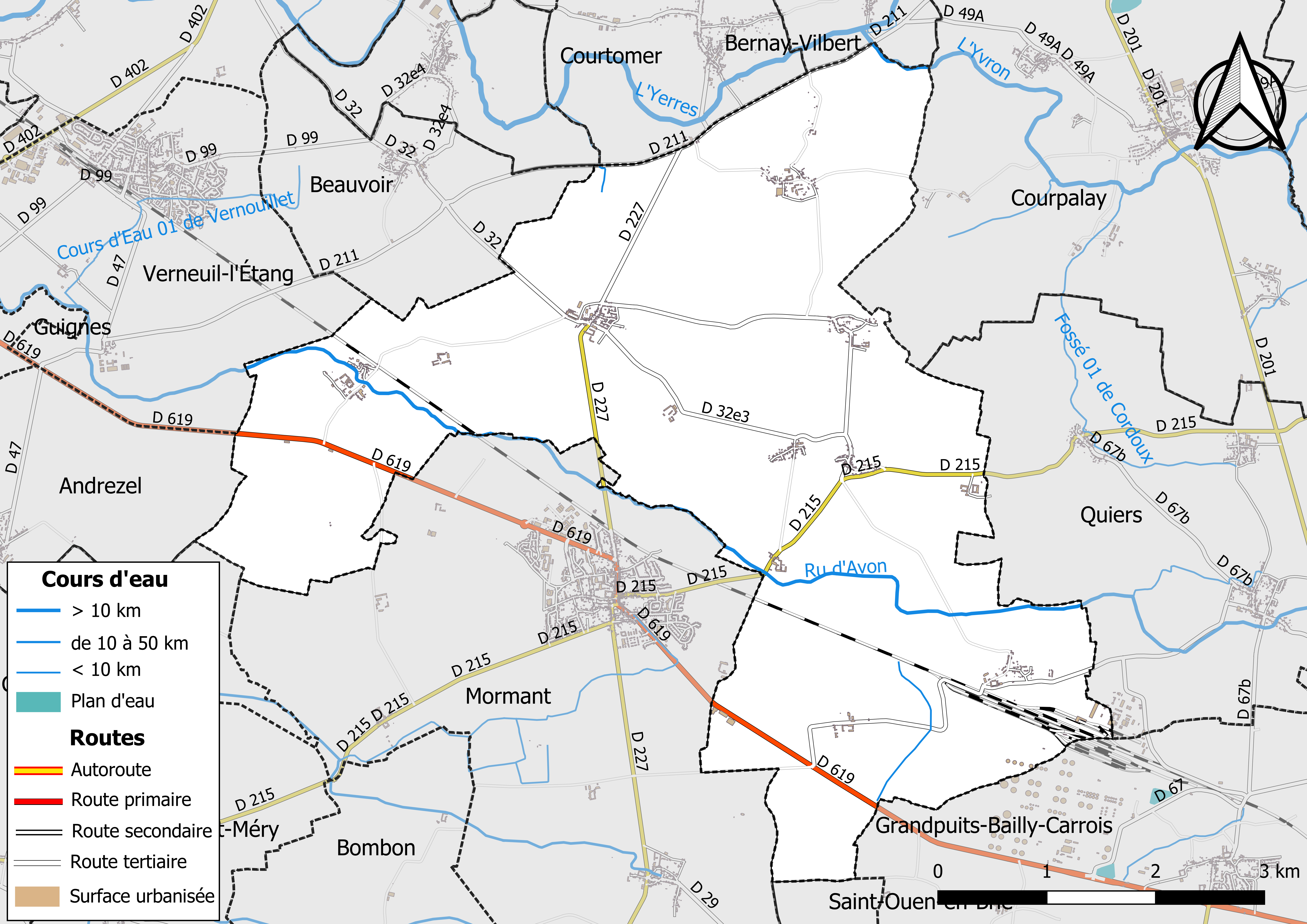
Carte des réseaux hydrographique et routier d'Aubepierre-Ozouer-le-Repos.

Le réseau hydrographique de la commune se compose de quatre cours d'eau référencés :
- le Ru d'Avon, long de 20,9 km[3], affluent de l'Yerres en rive gauche ;
- le ruisseau l'Yvron, long de 30,1 km[4], affluent de l'Yerres en rive gauche ;
- le fossé 02 des Traversins ou ru de Bouillant, 1,03 km[5], qui conflue avec l'Yerres ;
- le fossé 01 du Bois de l'Oseraie, 1,59 km[6].

La longueur totale des cours d'eau sur la commune est de 9,9 km.

#### Gestion des cours d'eau
Afin d'atteindre le bon état des eaux imposé par la Directive-cadre sur l'eau du 23 octobre 2000, plusieurs outils de gestion intégrée s'articulent à différentes échelles pour définir et mettre en œuvre un programme d'actions de réhabilitation et de gestion des milieux aquatiques : le SDAGE (Schéma directeur d'aménagement et de gestion des eaux), à l'échelle du bassin hydrographique, et le SAGE (Schéma d'aménagement et de gestion des eaux), à l'échelle locale. Ce dernier fixe les objectifs généraux d'utilisation, de mise en valeur et de protection quantitative et qualitative des ressources en eau superficielle et souterraine. Le département de Seine-et-Marne est couvert par six SAGE, au sein du bassin Seine-Normandie.
La commune fait partie du SAGE « Yerres », approuvé le 13 octobre 2011 et mis en révision en 2018, au sein du Bassin Seine-Normandie. Le territoire de ce SAGE correspond au bassin versant de l'Yerres, d'une superficie de 1 017 km2, parcouru par un réseau hydrographique de 450 kilomètres de long environ, répartis entre le cours de l'Yerres et ses affluents principaux que sont : le ru de l'Etang de Beuvron, la Visandre, l'Yvron, le Bréon, l'Avon, la Marsange, la Barbançonne, le Réveillon. Le pilotage et l'animation du SAGE sont assurés par le syndicat mixte pour l'Assainissement et la Gestion des eaux du bassin versant de l'Yerres (SYAGE), qualifié de « structure porteuse ».

### Climat
Pour des articles plus généraux, voir Climat de l'Île-de-France et Climat de Seine-et-Marne.
En 2010, le climat de la commune est de type climat océanique dégradé des plaines du Centre et du Nord, selon une étude du CNRS s'appuyant sur une série de données couvrant la période 1971-2000. En 2020, Météo-France publie une typologie des climats de la France métropolitaine dans laquelle la commune est exposée à un climat océanique altéré et est dans la région climatique Nord-est du bassin Parisien, caractérisée par un ensoleillement médiocre, une pluviométrie moyenne régulièrement répartie au cours de l’année et un hiver froid (3 °C).
Pour la période 1971-2000, la température annuelle moyenne est de 10,8 °C, avec une amplitude thermique annuelle de 15,3 °C. Le cumul annuel moyen de précipitations est de 722 mm, avec 11,1 jours de précipitations en janvier et 7,9 jours en juillet. Pour la période 1991-2020, la température moyenne annuelle observée sur la station météorologique la plus proche, située sur la commune de Grandpuits-Bailly-Carrois à 8 km à vol d'oiseau, est de 11,3 °C et le cumul annuel moyen de précipitations est de 704,0 mm,. Pour l'avenir, les paramètres climatiques de la commune estimés pour 2050 selon différents scénarios d'émission de gaz à effet de serre sont consultables sur un site dédié publié par Météo-France en novembre 2022.

### Milieux naturels et biodiversité
Aucun espace naturel présentant un intérêt patrimonial n'est recensé sur la commune dans l'inventaire national du patrimoine naturel,,.

## Urbanisme

### Typologie
Au 1er janvier 2024, Aubepierre-Ozouer-le-Repos est catégorisée commune rurale à habitat dispersé, selon la nouvelle grille communale de densité à sept niveaux définie par l'Insee en 2022.
Elle est située hors unité urbaine. Par ailleurs la commune fait partie de l'aire d'attraction de Paris, dont elle est une commune de la couronne,. Cette aire regroupe 1 929 communes,.

### Lieux-dits et écarts
La commune compte 127 lieux-dits administratifs répertoriés consultables ici (source : le fichier Fantoir) dont Pecqueux, Bonfruit, Courfruit, Granvillé (aussi écrit Grandvillé), la Noue, Yvernailles, Bagneaux, Bois Hébert.

### Occupation des sols
L'occupation des sols de la commune, telle qu'elle ressort de la base de données européenne d’occupation biophysique des sols Corine Land Cover (CLC), est marquée par l'importance des territoires agricoles (96,9 % en 2018), en diminution par rapport à 1990 (98,1 %). La répartition détaillée en 2018 est la suivante : 
terres arables (96,9 %), zones industrielles ou commerciales et réseaux de communication (2,1 %), forêts (1 %).
Parallèlement, L'Institut Paris Région, agence d'urbanisme de la région Île-de-France, a mis en place un inventaire numérique de l'occupation du sol de l'Île-de-France, dénommé le MOS (Mode d'occupation du sol), actualisé régulièrement depuis sa première édition en 1982. Réalisé à partir de photos aériennes, le Mos distingue les espaces naturels, agricoles et forestiers mais aussi les espaces urbains (habitat, infrastructures, équipements, activités économiques, etc.) selon une classification pouvant aller jusqu'à 81 postes, différente de celle de Corine Land Cover,,. L'Institut met également à disposition des outils permettant de visualiser par photo aérienne l'évolution de l'occupation des sols de la commune entre 1949 et 2018.

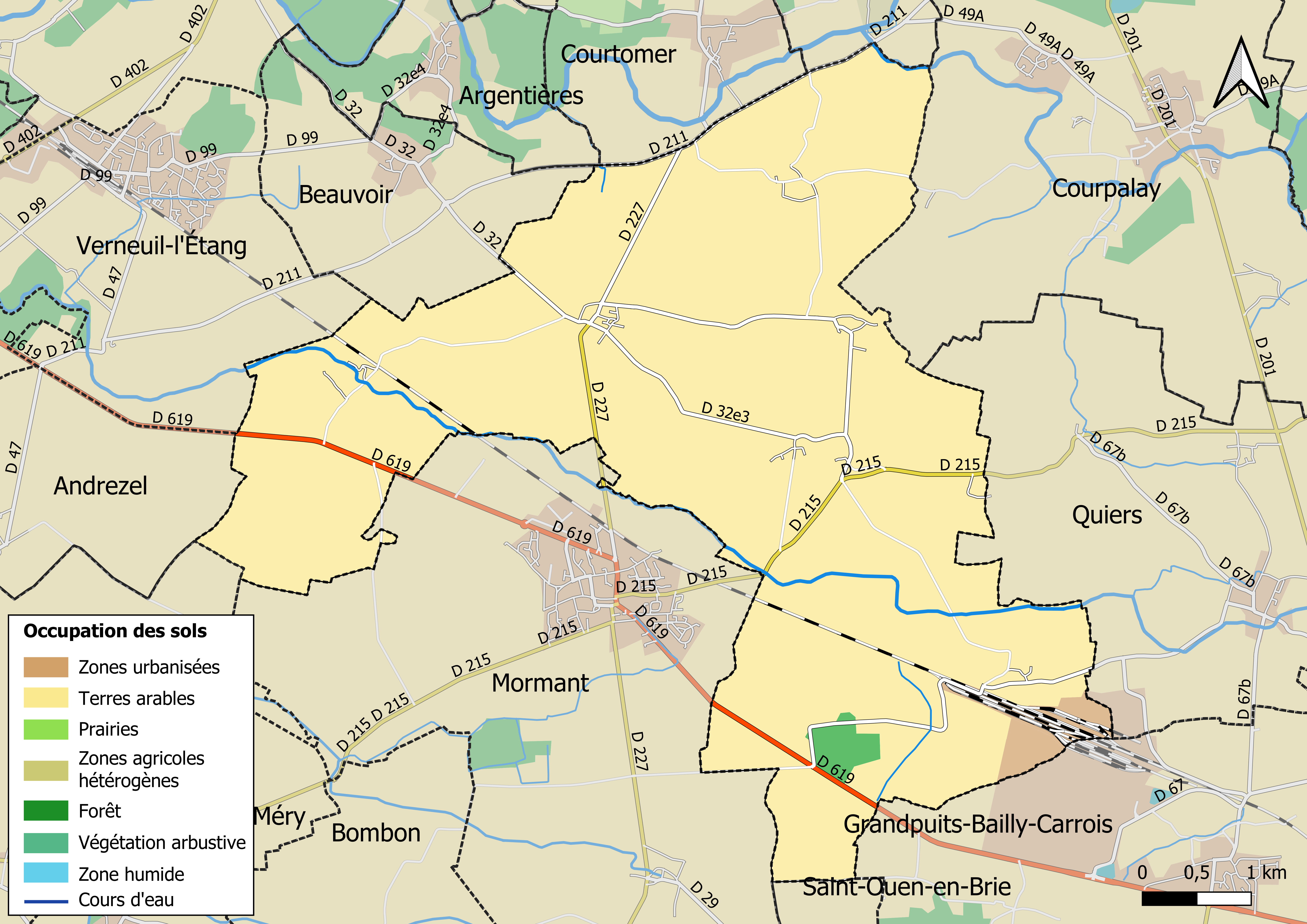
Carte des infrastructures et de l'occupation des sols en 2018 (CLC) de la commune.
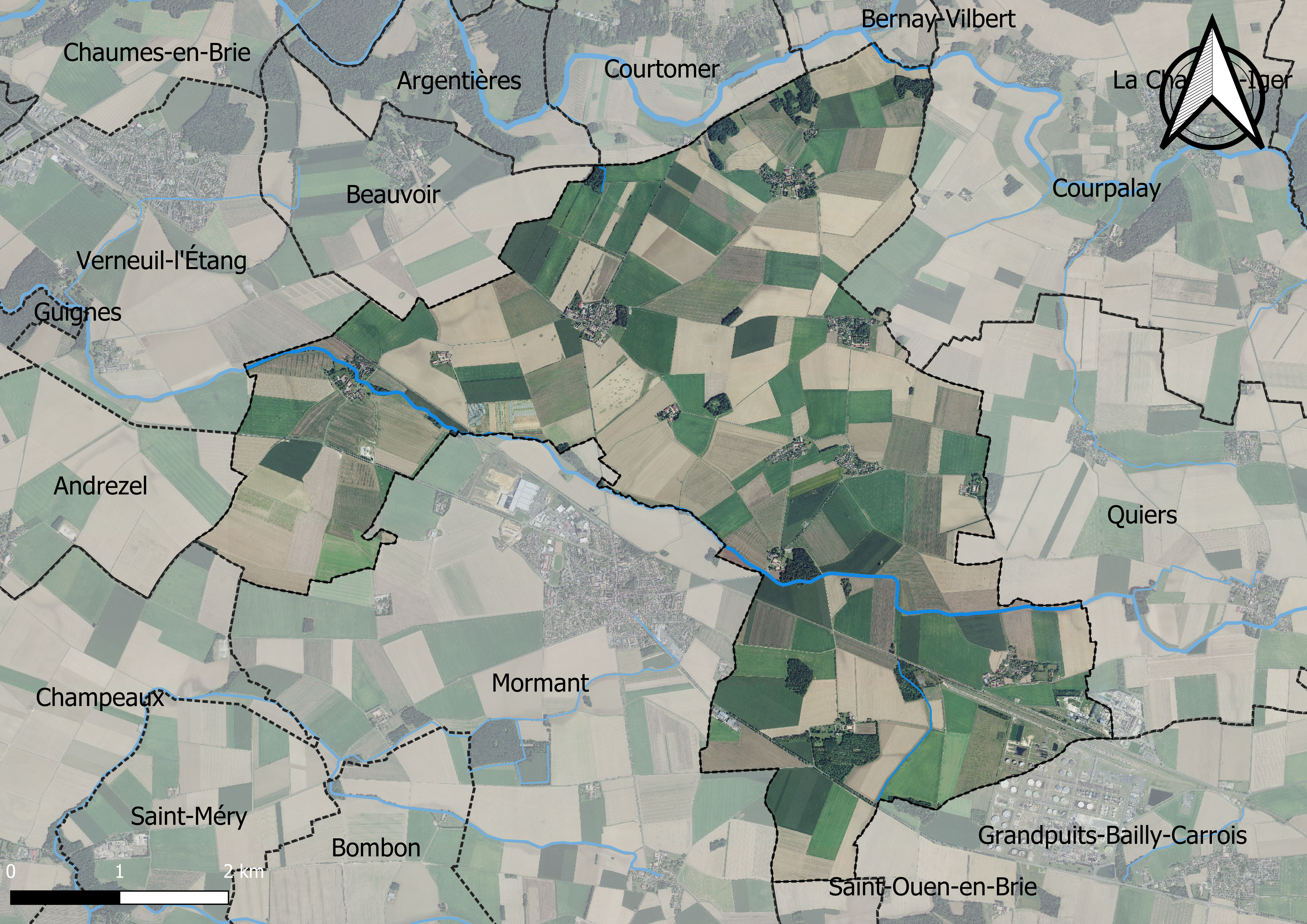
Carte orhophotogrammétrique de la commune.

### Planification
La commune disposait en 2019 d'un plan local d'urbanisme approuvé.

### Logement
En 2016, le nombre total de logements dans la commune était de 386 dont 94,9 % de maisons et 4,4 % d'appartements.
Parmi ces logements, 88,7 % étaient des résidences principales, 1 % des résidences secondaires et 10,3 % des logements vacants.
La part des ménages propriétaires de leur résidence principale s'élevait à 82,6 % contre 15,1 % de locataires et 2,3 % logés gratuitement.

### Voies de communication et transports
La commune est desservie par les lignes 24 et 35B du réseau de bus Pays Briard et la ligne 3204 du réseau de bus Provinois - Brie et Seine.

## Toponymie
Le 1er janvier 1973, Aubepierre devient Aubepierre-Ozouer-le-Repos à la suite de sa fusion avec Ozouer-le-Repos.
Aubepierre : Le nom de la localité est attesté sous les formes Parrochia de Albapetra en 1205 (du latin « alba petra », « pierre blanche »,, deviendra Aubepierre en 1385.
Ozouer-le-Repos : Le nom de la localité est attesté sous les formes Oratorium Repositorii en 1172 (« oratorium Repositari », « oratoire du repos »), Maison et manoir de Oreor et Oreour en 1250.
La compréhension de ces toponymes ne présente aucune difficulté.

## Histoire
Les communes d'Ozouer-le-Repos et d'Aubepierre, instituées par la Révolution française, fusionnent en 1973 en application de la loi sur les fusions et regroupements de communes de 1971 (Loi Marcellin), formant la commune actuelle d'Aubepierre-Ozouer-le-Repos. Aubepierre avait elle-même absorbé Pecqueux en 1839.
Du 25 au 29 décembre 1999, des inondations, des coulées de boue et mouvements de terrain sont ressentis, conséquences de la tempête de 1999.

## Politique et administration

### Rattachements administratifs et électoraux
Aubepierre-Ozouer-le-Repos se trouve dans le département de Seine-et-Marne. Rattachée depuis la Révolution française à l'arrondissement de Melun, elle intègre le 1er janvier 2017 l'arrondissement de Provins afin de faire coïncider les limites d'arrondissement et celles des intercommunalités.
Pour l'élection des députés, elle fait partie depuis 2012 de la troisième circonscription de Seine-et-Marne.
Elle faisait partie depuis 1793 du canton de Mormant. Dans le cadre du redécoupage cantonal de 2014 en France, la commune intègre le canton de Nangis.

### Intercommunalité
La commune faisait partie de la communauté de communes de l'Yerres à l'Ancœur, créée fin 2005.
Celle-ci, marquée par des tensions internes, est dissoute le 31 décembre 2016 et la commune rejoint alors la communauté de communes de la Brie nangissienne.

### Liste des maires
| Période                                  | Période                         | Identité           | Étiquette | Qualité |
| ---------------------------------------- | ------------------------------- | ------------------ | --------- | --- |
| Les données manquantes sont à compléter. |                                 |                    |           | |
|                                          |                                 | M. Châtelain       |           | Maire d'Ozouer-le-Repos Conseiller général de Mormant (1833 → 1842) |
| Les données manquantes sont à compléter. |                                 |                    |           | |
| 1965                                     | 2001                            | Claude Legendre    |           | |
| 2001                                     | 2008                            | Michel Genet       |           | |
| mars 2008                                | novembre 2017                   | Pierre Cuypers     | LR        | Exploitant agricole Maire (1971 → 1973) puis maire délégué (1973 → 2008) d'Aubepierre Ancien président de la chambre d’agriculture Ancien président de la FDSEA Sénateur de Seine-et-Marne (2016 → ) Démissionnaire à la suite de sa réélection comme sénateur |
| 2 février 2018                           | En cours (au 10 septembre 2018) | Brigitte Jacquemot |           | |

## Équipements et services

### Eau et assainissement
L'organisation de la distribution de l'eau potable, de la collecte et du traitement des eaux usées et pluviales relève des communes. La loi NOTRe de 2015 a accru le rôle des EPCI à fiscalité propre en leur transférant cette compétence. Ce transfert devait en principe être effectif au 1er janvier 2020, mais la loi Ferrand-Fesneau du 3 août 2018 a introduit la possibilité d'un report de ce transfert au 1er janvier 2026,.

#### Assainissement des eaux usées
En 2020, la commune d'Aubepierre-Ozouer-le-Repos gère le service d'assainissement collectif (collecte, transport et dépollution) en régie directe, c'est-à-dire avec ses propres personnels.
L'assainissement non collectif (ANC) désigne les installations individuelles de traitement des eaux domestiques qui ne sont pas desservies par un réseau public de collecte des eaux usées et qui doivent en conséquence traiter elles-mêmes leurs eaux usées avant de les rejeter dans le milieu naturel. La communauté de communes Brie Nangissienne (CCBN) assure pour le compte de la commune le service public d'assainissement non collectif (SPANC), qui a pour mission de vérifier la bonne exécution des travaux de réalisation et de réhabilitation, ainsi que le bon fonctionnement et l'entretien des installations. Cette prestation est déléguée à l'entreprise Veolia, dont le contrat arrive à échéance le 31 décembre 2021,,.

#### Eau potable
En 2020, l'alimentation en eau potable est assurée par la commune qui en a délégué la gestion à l'entreprise Suez, dont le contrat expire le 17 octobre 2022,.

## Population et société

### Démographie
L'évolution du nombre d'habitants est connue à travers les recensements de la population effectués dans la commune depuis 1793. Pour les communes de moins de 10 000 habitants, une enquête de recensement portant sur toute la population est réalisée tous les cinq ans, les populations de référence des années intermédiaires étant quant à elles estimées par interpolation ou extrapolation. Pour la commune, le premier recensement exhaustif entrant dans le cadre du nouveau dispositif a été réalisé en 2008.

En 2022, la commune comptait 965 habitants, en évolution de +5,58 % par rapport à 2016 (Seine-et-Marne : +3,92 %, France hors Mayotte : +2,11 %).
| 1793 | 1800 | 1806 | 1821 | 1831 | 1836 | 1841 | 1846 | 1851 |
| ---- | ---- | ---- | ---- | ---- | ---- | ---- | ---- | ---- |
| 350  | 288  | 302  | 269  | 280  | 281  | 430  | 410  | 403  |

| 1856 | 1861 | 1866 | 1872 | 1876 | 1881 | 1886 | 1891 | 1896 |
| ---- | ---- | ---- | ---- | ---- | ---- | ---- | ---- | ---- |
| 387  | 388  | 389  | 381  | 376  | 409  | 385  | 462  | 382  |

| 1901 | 1906 | 1911 | 1921 | 1926 | 1931 | 1936 | 1946 | 1954 |
| ---- | ---- | ---- | ---- | ---- | ---- | ---- | ---- | ---- |
| 373  | 376  | 375  | 362  | 385  | 403  | 375  | 377  | 384  |

| 1962 | 1968 | 1975 | 1982 | 1990 | 1999 | 2006 | 2008 | 2013 |
| ---- | ---- | ---- | ---- | ---- | ---- | ---- | ---- | ---- |
| 353  | 314  | 587  | 677  | 768  | 867  | 891  | 899  | 881  |

| 2018 | 2022 | - | - | - | - | - | - | - |
| ---- | ---- | - | - | - | - | - | - | - |
| 921  | 965  | - | - | - | - | - | - | - |

## Économie

### Revenus de la population et fiscalité
En 2017, le nombre de ménages fiscaux de la commune était de 347, représentant 928 personnes et la médiane du revenu disponible par unité de consommation de 25 310 euros.

### Emploi
En 2017, le nombre total d'emplois dans la zone était de 152, occupant 473 actifs résidants.
Le taux d'activité de la population (actifs ayant un emploi) âgée de 15 à 64 ans s'élevait à 75,8 % contre un taux de chômage de 5 %.
Les 19,2 % d'inactifs se répartissent de la façon suivante : 9,8 % d'étudiants et stagiaires non rémunérés, 6,1 % de retraités ou préretraités et 3,4 % pour les autres inactifs.

### Entreprises et commerces
En 2018, le nombre d'établissements actifs était de 73 dont 3 dans l'industrie manufacturière, industries extractives et autres, 24 dans la construction, 18 dans le commerce de gros et de détail, transports, hébergement et restauration, 2 dans l'information et communication, 
3 dans les activités immobilières, 17 dans les activités spécialisées, scientifiques et techniques et activités de services administratifs et de soutien, 3 dans l'administration publique, enseignement, santé humaine et action sociale et 3 étaient relatifs aux autres activités de services.
En 2019,  12 entreprises ont été créées sur le territoire de la commune, dont 8 individuelles.
Au 1er janvier 2020, la commune ne disposait pas d'hôtel et de terrain de camping.

## Culture locale et patrimoine

### Lieux et monuments

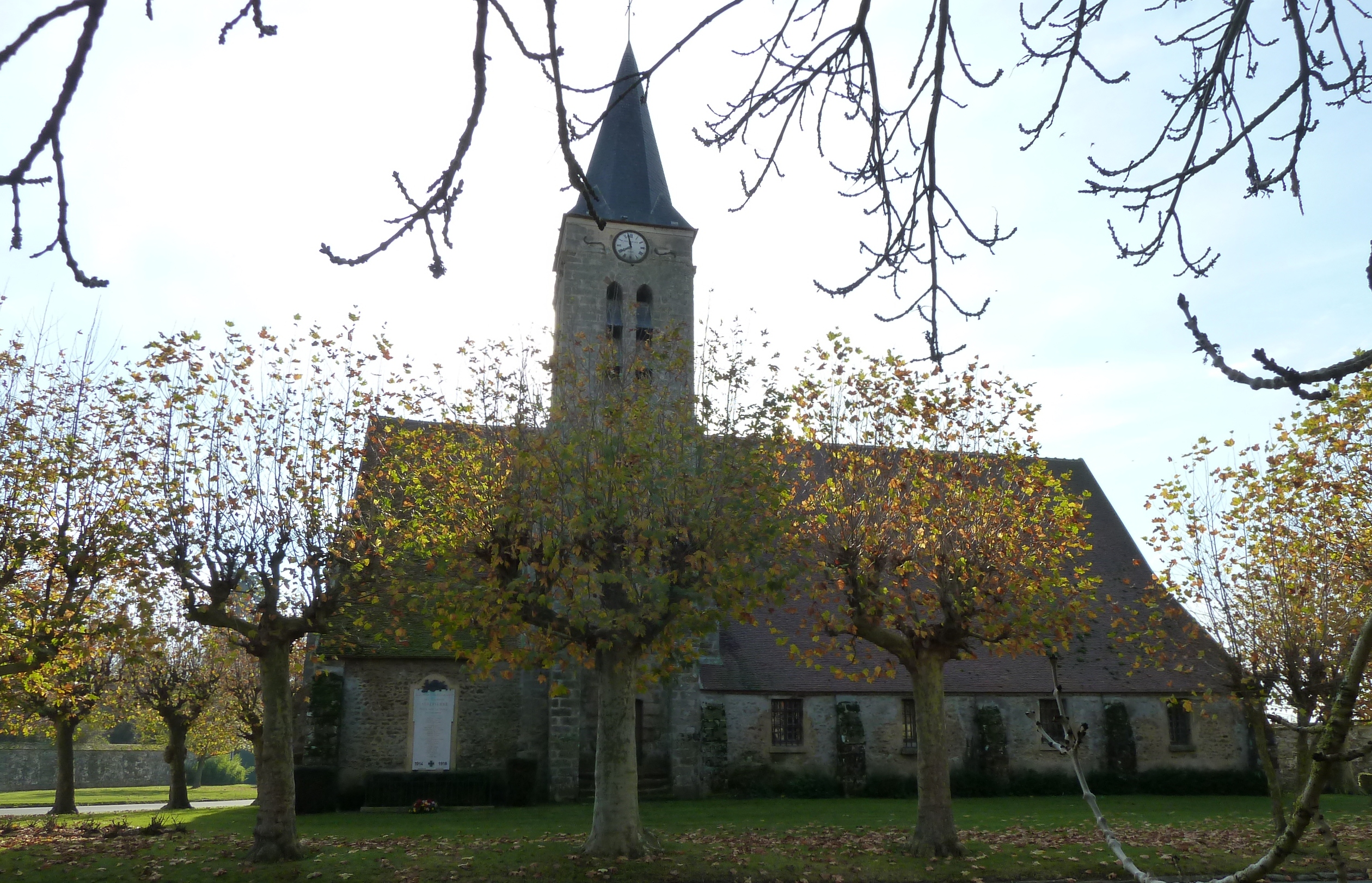
Église Saint-Christophe d'Aubepierre.

- Église Saint-Christophe d'Aubepierre : une partie remonte au XIIe, porche de charpente ; bancs clos XIXe, fonts baptismaux XVIIe[57].
- Église Saint-Aubin d'Ozouer-le-Repos XIIe[58] : clocher flanqué de contreforts massifs ; confessionnaux XVIIIe, retable, boiseries, statues XVIIe, statuette-reliquaire en cuivre du XVe siècle.
- Château de Buisseaux, avec douves, ainsi que son parc[59] (propriété privée).
- Borne fleurdelysée no 27 (MH), sur la RN 19[60].
- Ferme du Bois Hébert XVIe, construite par les dominicaines de Poincy, fortifiée avec douves.
- Ferme Saint-Thibaut, avec pigeonnier.

### Héraldique
| Blason de Aubepierre-Ozouer-le-Repos | Blason  | D'azur aux deux églises du lieu d'argent, ouvertes et ajourées de sable, mouvant des bords de l'écu, surmontées de deux épis de blé d'or et d'un épi de maïs de même feuillé d'argent en abîme, à la champagne d'or chargée des mots « Aubepierre Ozouer-le-Repos » en capitales de sable. |
| Blason de Aubepierre-Ozouer-le-Repos | Détails | Figure sur le site de la mairie et sur les publications municipales. |